# Santiago Rusiñol
Santiago Rusiñol i Prats (Barcellona, 25 febbraio 1861 – Aranjuez, 13 giugno 1931) è stato un pittore, scrittore, drammaturgo e giornalista spagnolo di lingua catalana.

## Biografia

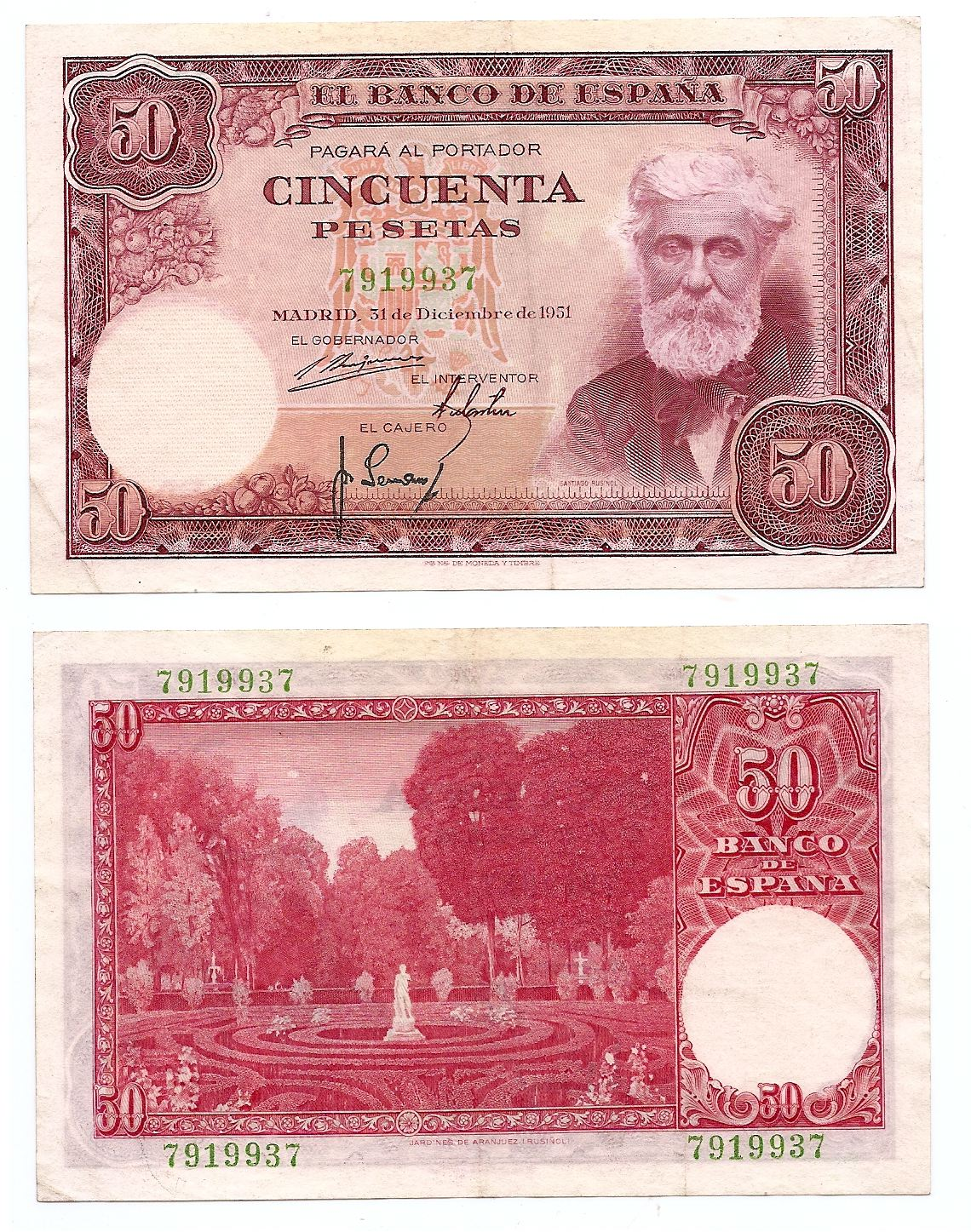
Banconota con la raffigurazione di Rusiñol

Nato in una famiglia di industriali tessili originaria di Manlleu, divenne celebre per la realizzazione di molti quadri raffiguranti giardini e fu di grande influenza su Pablo Picasso come un artista moderno.

### Pittura
Tra i suoi interessi vi fu la pittura e si formò nel centro di acquarellisti di Barcellona. Nel 1889 visse a Parigi e abitò a Montmartre con Ramón Casas e Ignacio Zuloaga, dove conobbe il simbolismo e la pittura en plein air. Tornato in Spagna, fondò a Sitges lo studio-museo di Cau Ferrat e frequentò a Barcellona il circolo Els Quatre Gats. La sua agiata posizione sociale ed economica gli permise di fare frequenti viaggi. Nel 1901 fu a Maiorca con Joaquín Mir Trinxet. Nel 1908 ottenne la medaglia dell'Esposizione Nazionale di Belle Arti di Spagna.
La sua pittura è fortemente influenzata dagli impressionisti e presenta temi paesaggistici, sia rurali che urbani, ritratti e composizioni simboliche d'ispirazione modernista. All'inizio della carriera dipingeva anche figure umane, mentre nell'ultimo periodo si dedicò soltanto paesaggi, specialmente i luoghi regali come il Palazzo Reale di Aranjuez o la Granja. Tra le sue opere si distinguono in particolare La morfina e La medalla, entrambe del 1894.
Alla sua opera si legò quella di Joan Fuster Bonnin.

### Letteratura
Fu un importante personaggio del mondo intellettuale e bohèmien della Barcellona dei suoi tempi. La sua produzione letteraria fu sempre in catalano e riguardò poemi in prosa (Oracions, 1897), drammi come L'alegria que passa (1898), Cigales y formigues (1901), La bona gent (1906) o El místico e novelle di costume come L'auca del senyor Esteve (1907), da lui stesso adattata al teatro nel 1917, La niña Gorda (1914), El català de La Mancha (1917) o En Josepet de Sant Celoni. Fa eccezione uno scritto autobiografico intitolato Impresiones de arte, pubblicato nel 1897 come omaggio agli abbonati a La Vanguardia.
Nel 1910 fu in Argentina per il centenario della Rivoluzione di maggio e presentò le proprie opere a Buenos Aires, Rosario e Córdoba.

## Esempi di opere

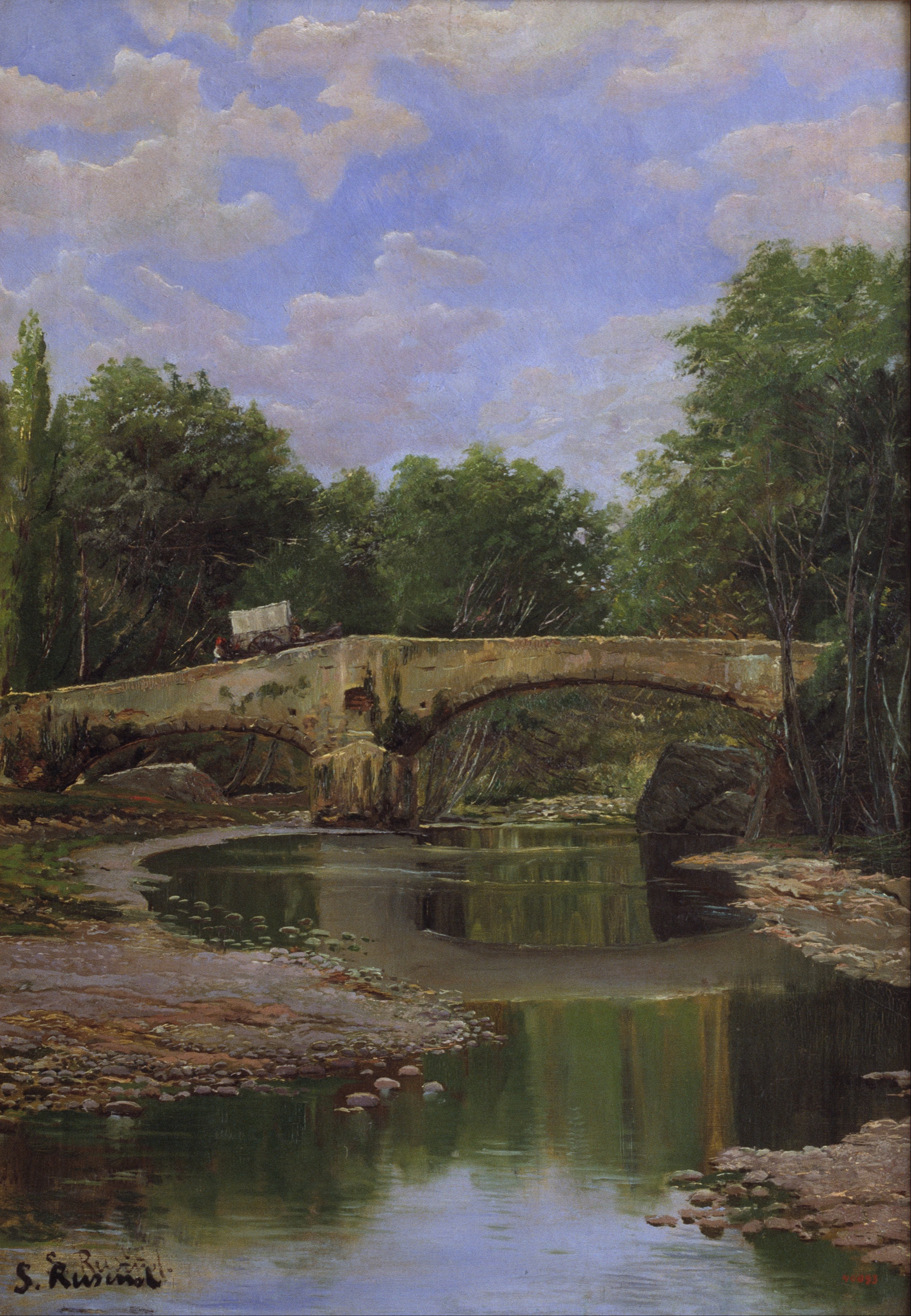
Pont sobre un riu (1884), MNAC
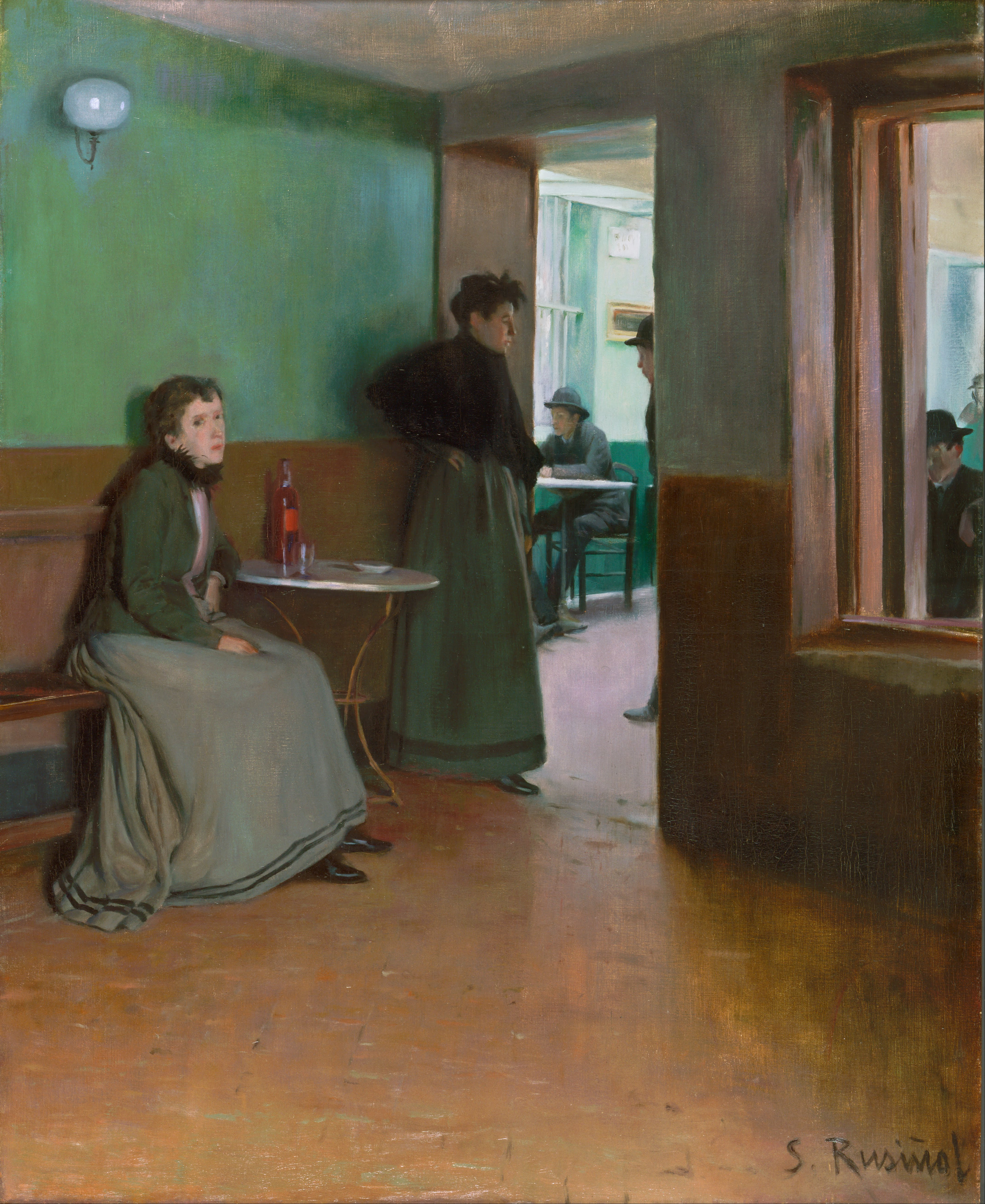
Interior d'un cafè (1892), Philadelphia Museum of Art
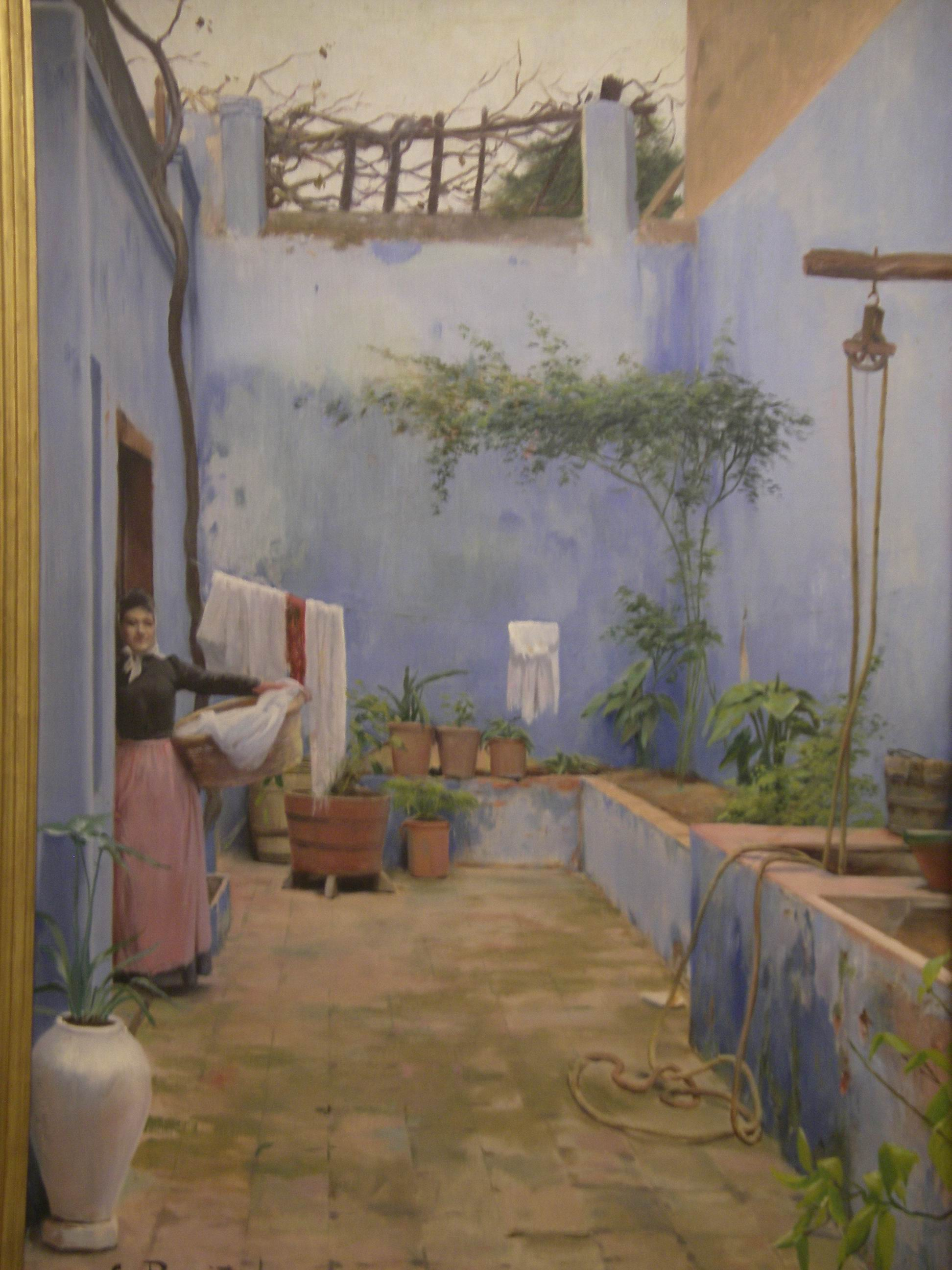
El pati blau (1892),  Museu de Montserrat
La nena de la clavellina (1893), Museu del Cau Ferrat
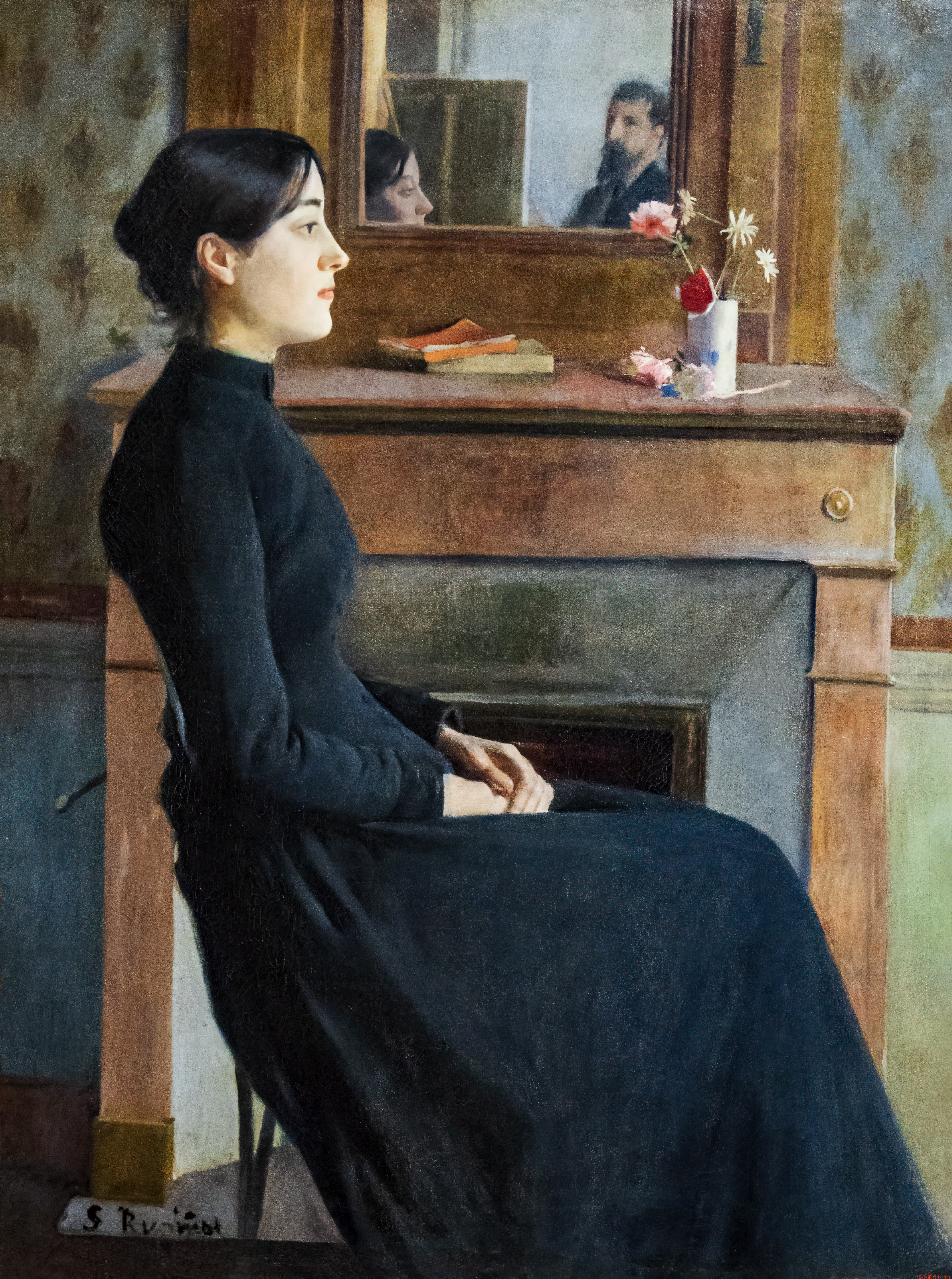
Figura femenina  (1894), MNAC
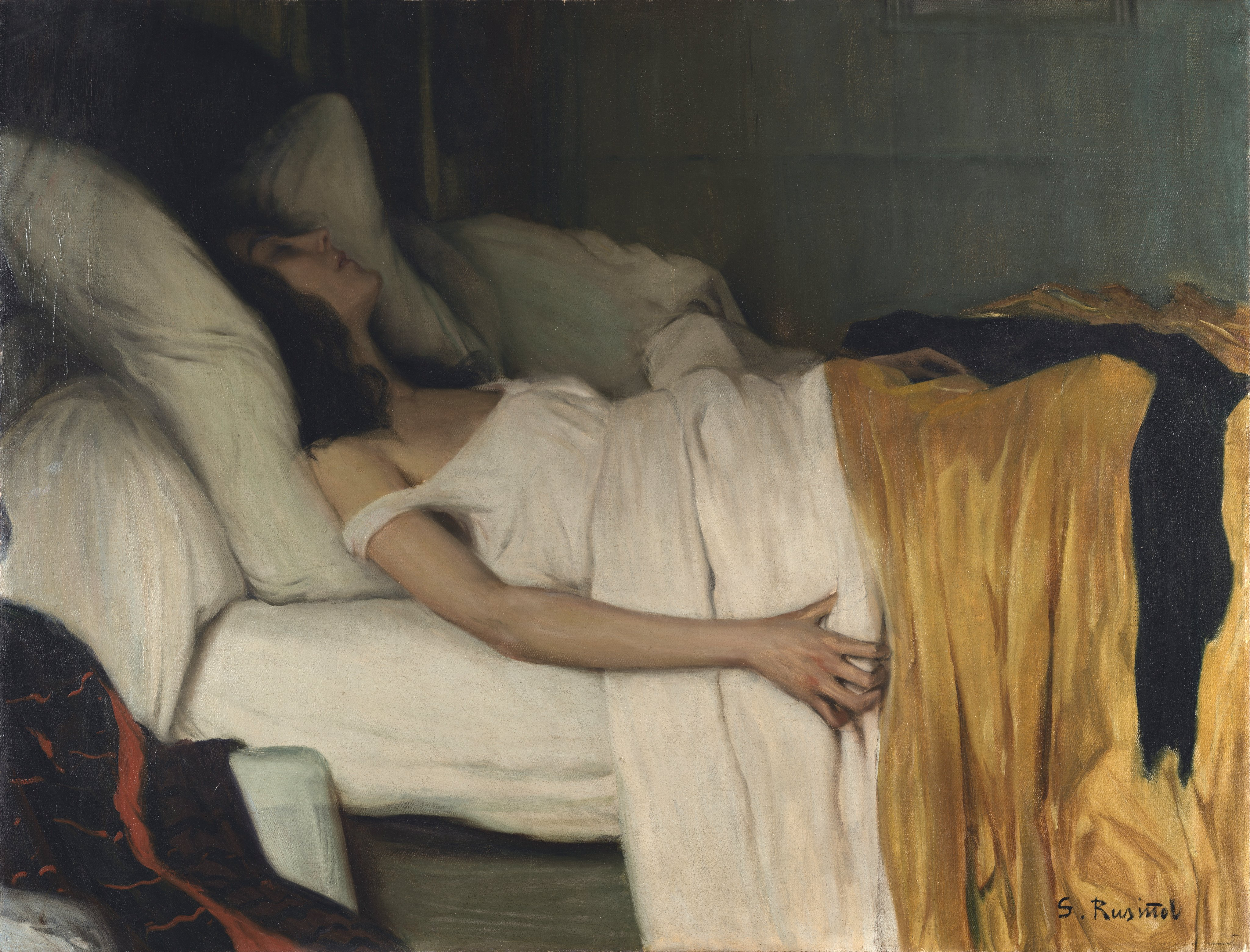
La morfina (1894), Museu del Cau Ferrat
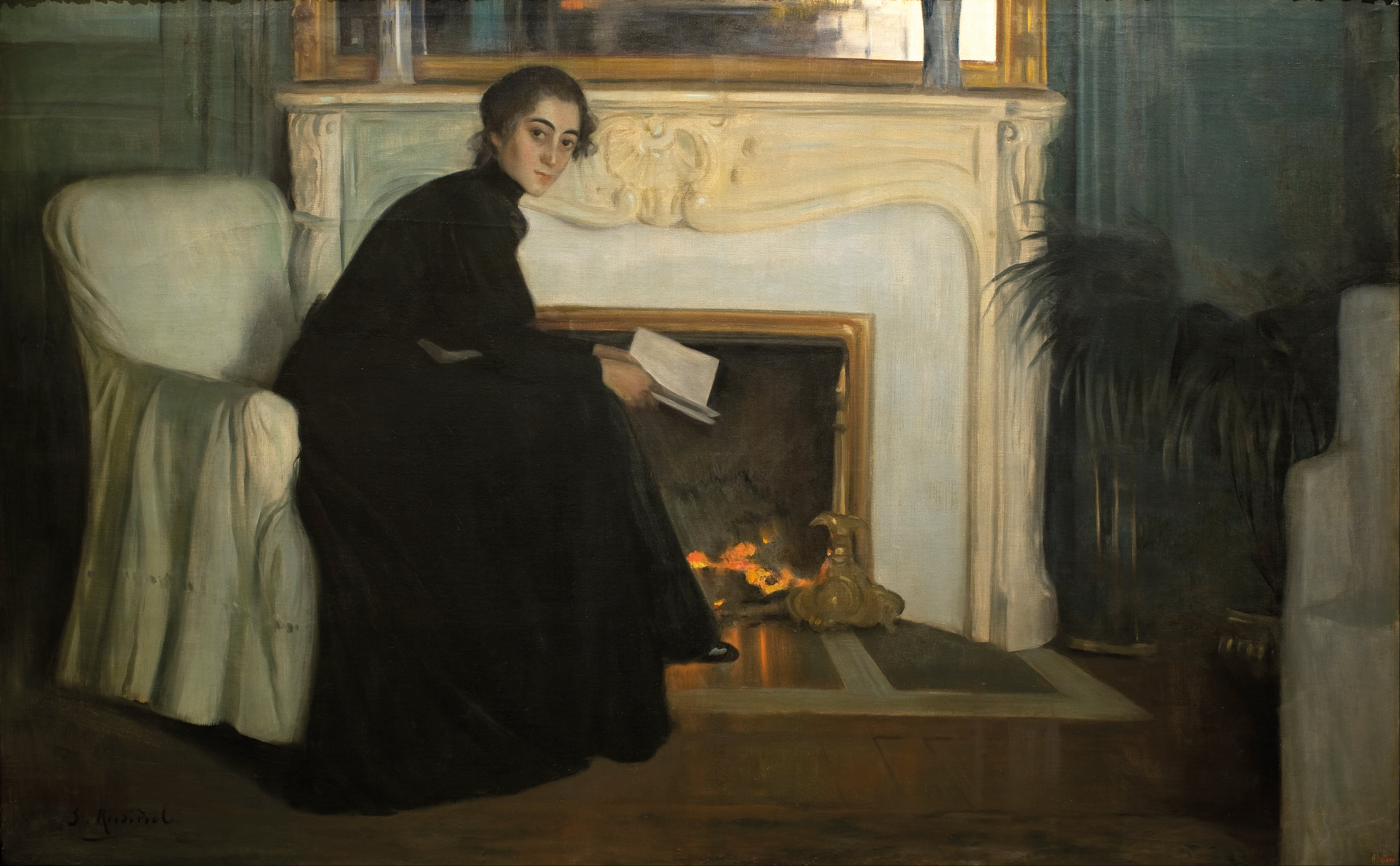
Novel·la romàntica (1894), MNAC